# NGC 1397
NGC 1397 ist eine linsenförmige Galaxie vom Hubble-Typ SB0-a im Sternbild Eridanus am Südsternhimmel. Sie ist schätzungsweise 244 Millionen Lichtjahre von der Milchstraße entfernt.
Das Objekt wurde am 30. September 1789 von Wilhelm Herschel entdeckt und später von Johan Ludvig Emil Dreyer im New General Catalogue verzeichnet.